# Georges Garmou

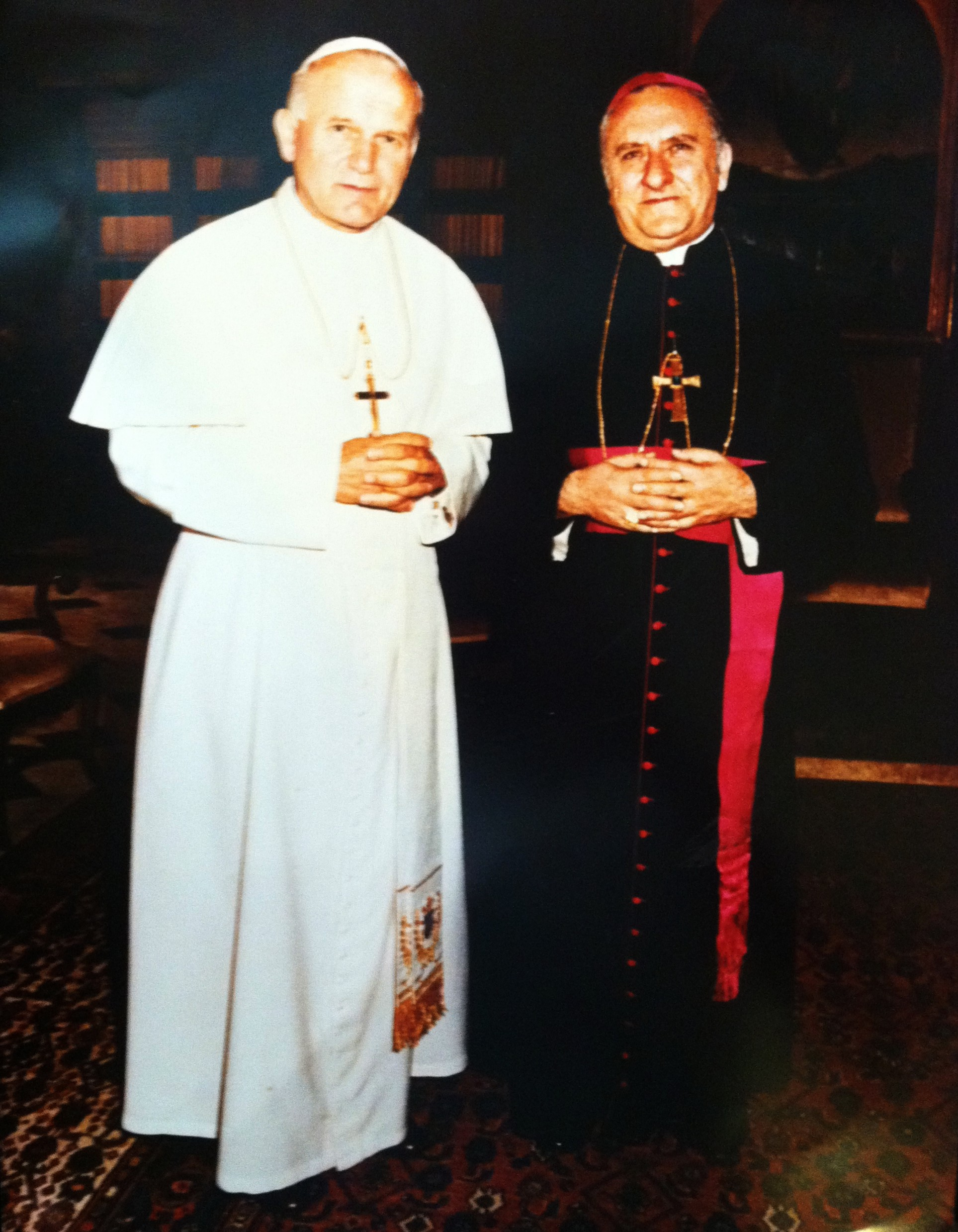
Georges Garmo (rechts) mit Papst Johannes Paul II.

Georges F. Garmou (* 8. Dezember 1921 in Tel Keppe bei Mosul, Irak; † 9. September 1999) war Erzbischof der chaldäisch-katholischen Erzeparchie Mosul.

## Leben
Georges Garmou studierte ab 1934 am Priesterseminar der Chaldäer in Bagdad und ab 1939 in Rom, wo er auch am 8. Dezember 1945 die Priesterweihe empfing. Er absolvierte ein Promotionsstudium an der Päpstlichen Universität Urbaniana. 1949 wurde er Rektor des Priesterseminars der Chaldäer. 1964 wurde er Pfarrer der Gemeinde Mother of God Parish in Southfield, Michigan.
Papst Johannes Paul II. ernannte ihn 1980 zum Erzbischof von Mosul. Die Bischofsweihe am 14. September 1980 spendete ihm Paul Cheikho, der Patriarch von Babylon der chaldäisch-katholischen Kirche; Mitkonsekratoren waren der Bischof von Beirut, Raphael I. Bidawid, und der Bischof von Alquoch, Abdul-Ahad Sana.
Er starb an den Folgen eines Krebsleidens.